# Кайнар (Кордайский район)
Кайнар (каз. Қайнар, до 199? г. — Благовещенка) — аул в Кордайском районе Жамбылской области Казахстана. Входит в состав Сарыбулакского сельского округа. Находится примерно в 51 км к северо-западу от районного центра, села Кордай. Код КАТО — 314853200.

## Население
В 1999 году население аула составляло 2668 человек (1284 мужчины и 1384 женщины). По данным переписи 2009 года, в ауле проживало 2966 человек (1444 мужчины и 1522 женщины).